# Kufra-Oasen

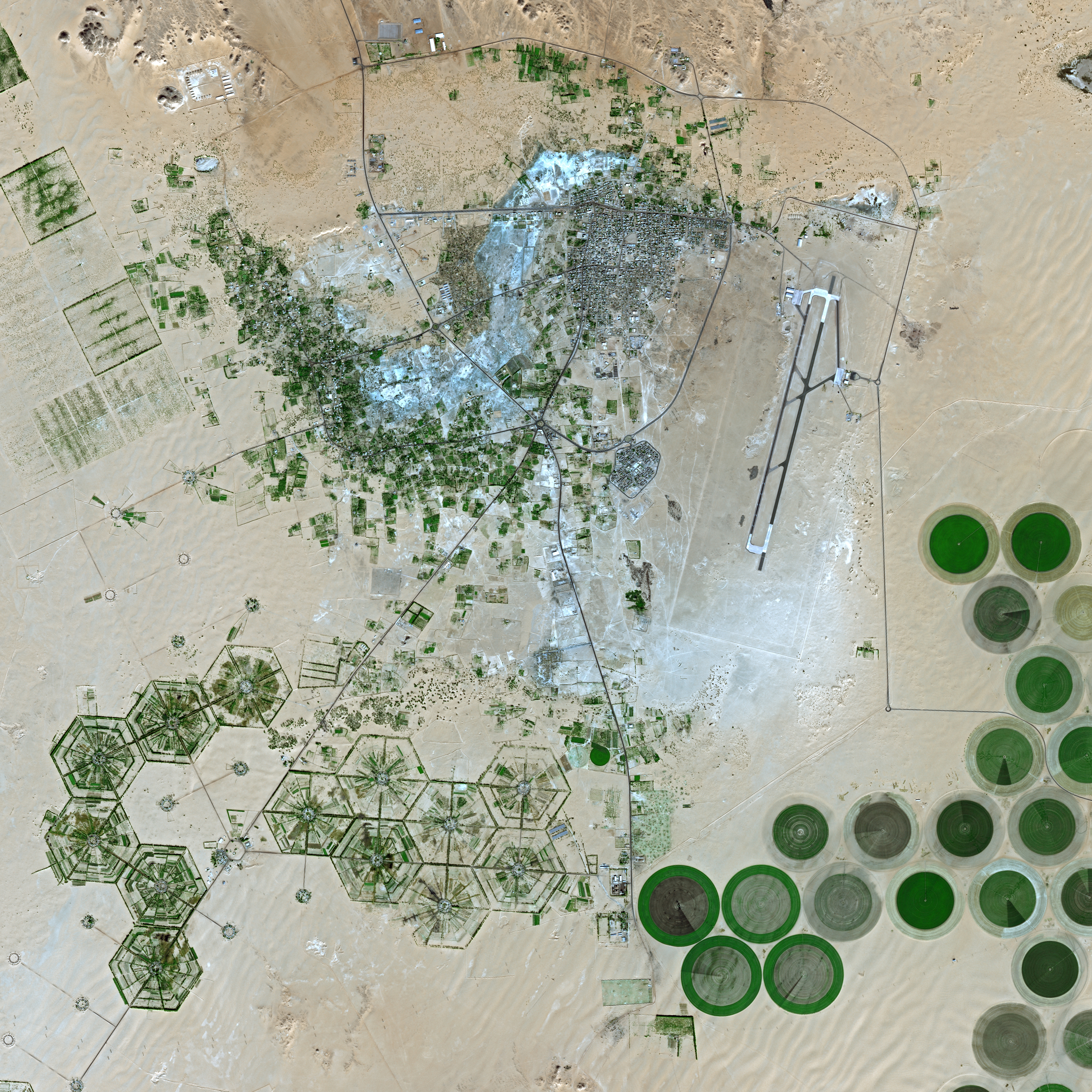
Kufra-Oasen, künstlich bewässerte Felder, Satellitenbild, 2002

Die Kufra-Oasen (arabisch الكفرة, DMG al-Kufra) sind eine Oasengruppe im Südosten Libyens, 950 Kilometer südlich von Bengasi, mit einer Fläche von 8793 km². Sie sind namensgebend für das libysche Munizip al-Kufra und beherbergen einen Großteil von dessen Bevölkerung. Zentrum der Kufra-Oasen und Hauptstadt von al-Kufra ist al-Dschauf (Al Jawf).

## Bevölkerung
Im Februar 2012 hatte Kufra etwa 40.000 Einwohner.

## Migranten
In der Wüste stoßen Flüchtlinge aus den südlicheren Regionen Afrikas, die zumeist mit Hilfe von Schlepperorganisationen aus Sudan kommend auf dem Weg nach Europa sind, in Kufra auf mehrere Auffanglager unter libyscher Kontrolle, die von der Europäischen Union über die Organisation Frontex finanziert werden. Die Migranten werden zumeist monatelang festgehalten, ihre Weiterreise ans Mittelmeer soll verhindert werden. Für 2004–2005 stellte die italienische Regierung 5,2 Millionen US-Dollar zum weiteren Ausbau dieser Einrichtungen zur Verfügung. Die Zustände werden von Betroffenen als menschenunwürdig geschildert. Ein ähnliches Lager befindet sich in Sabha.

## Bewässerung
In den 1970er Jahren wurden in dem Gebiet mehrere große Bewässerungsprojekte gegründet, die vor allem durch die kreisrunden Felder, die künstlich bewässert werden, bekannt wurden. Die langfristige Zukunft der Kufra-Oase ist ungewiss. In den letzten 30 Jahren wurde die Oase mit 4500 bis 5000 Jahre altem fossilem Grundwasser aus dem Nubischer-Sandstein-Aquifer (Nubian Sandstone Aquifer) bewässert. Aufgrund des vorherrschenden hyperariden Klimas findet fast keine Grundwasserneubildung in diesem Aquifersystem statt.
Der Wasserspiegel des Aquifers wurde durch die massive Nutzung der letzten Jahre um ca. 60 Meter abgesenkt. Offiziell gibt es keine Informationen mehr über den Wasserspiegelstand in der Oase, da eine solch massive Absenkung auch die Nachbarländer Sudan, Niger und Tschad betreffen kann. Wird dieser Raubbau fortgesetzt, so könnte die Oase in ein paar Jahren ausgetrocknet sein.

## Geschichte

### Ursprung
Ursprünglich waren die Oasen von nilosaharanischen Tubu-Beduinen bewohnt. Um 1730 wurden sie durch Angriffe von Arabern aus der Kyrenaika vertrieben und mussten sich ins Tibestigebirge zurückziehen. Zwar gelang es 1879 dem Deutschen Gerhard Rohlfs als erstem Europäer, bis zu den Kufra-Oasen vorzudringen, doch wurden diese 1895 Zentrum des Sanussiya-Ordens und waren für europäische Reisende nicht mehr zugänglich.

### Kolonisierung
Ab 1911 waren die Oasen ein Zentrum des Widerstands der Sanussiya gegen die 
italienische Kolonialherrschaft. Erst am 19. Januar 1931 konnten italienische Truppen unter Graziani die Oasen erobern und den libyschen Widerstand in Italienisch-Libyen endgültig brechen. Während des Zweiten Weltkriegs wurden sie schon im März 1941 von den Freien Franzosen aus dem Tschadgebiet zur Kapitulation gezwungen. Das von den Italienern gebaute Flugfeld wird selten angeflogen.

### Neuzeit
In den 1970er Jahren wurden in dem Gebiet mehrere große Bewässerungsprojekte gegründet.
Am 27. August 2008 geriet das Gebiet in die Schlagzeilen, als hier die Entführung eines Flugzeugs, das in Darfur gestartet war, beendet wurde.
Nach dem Bürgerkrieg in Libyen kam es in Kufra im Februar 2012 zu Kämpfen zwischen den afrikanischstämmigen Tubu und den arabischstämmigen Suwaja, bei denen laut Angaben der Vereinten Nationen mehr als Hundert Menschen starben. Ein Sprecher der Suwaja erklärte, man habe sich gegen Kämpfer aus den Nachbarländern Tschad und Sudan zur Wehr gesetzt. Ende Februar 2012 waren wegen der Kämpfe etwa die Hälfte der Einwohner geflüchtet.

## Klimatabelle
|                       | Jan  | Feb  | Mär  | Apr  | Mai  | Jun  | Jul  | Aug  | Sep  | Okt  | Nov  | Dez  |   |      |
| Mittl. Tagesmax. (°C) | 20,3 | 23,4 | 27,4 | 32,8 | 36,5 | 38,8 | 38,0 | 38,3 | 35,2 | 32,2 | 26,6 | 21,8 | ⌀ | 31   |
| Mittl. Tagesmin. (°C) | 4,8  | 6,8  | 10,3 | 15,3 | 19,8 | 22,2 | 22,8 | 23,2 | 20,5 | 16,6 | 10,7 | 6,2  | ⌀ | 15   |
|                       |      |      |      |      |      |      |      |      |      |      |      |      |   |      |
| Niederschlag (mm)     | 0,0  | 1,2  | 0,0  | 0,0  | 0,0  | 0,0  | 0,0  | 0,0  | 0,0  | 0,0  | 0,0  | 0,0  | Σ | 1,2  |
|                       |      |      |      |      |      |      |      |      |      |      |      |      |   |      |
| Sonnenstunden (h/d)   | 9,0  | 9,4  | 9,1  | 10,2 | 10,7 | 12,0 | 12,3 | 12,1 | 10,9 | 10,3 | 9,7  | 8,5  | ⌀ | 10,4 |
|                       |      |      |      |      |      |      |      |      |      |      |      |      |   |      |
| Luftfeuchtigkeit (%)  | 47   | 41   | 33   | 28   | 27   | 24   | 26   | 27   | 31   | 34   | 43   | 48   | ⌀ | 34,1 |

| 4,8 |

| 6,8 |

| 10,3 |

| 15,3 |

| 19,8 |

| 22,2 |

| 22,8 |

| 23,2 |

| 20,5 |

| 16,6 |

| 10,7 |

| 6,2 |

| 4,8 |

| 6,8 |

| 10,3 |

| 15,3 |

| 19,8 |

| 22,2 |

| 22,8 |

| 23,2 |

| 20,5 |

| 16,6 |

| 10,7 |

| 6,2 |